# Sinan El Sayed
Sinan El Sayed (* 3. Juli 2001) ist ein deutscher Schauspieler.
Sinan El Sayed spielte von der 20. Staffel bis zur 22. Staffel in der deutschen Fernsehserie Schloss Einstein die Rolle des Schülers Kasimir Pohl und übernahm damit eine der Serienhauptrollen. Im Herbst 2020 begann er gemeinsam mit Maxine Klug die SWR-Online-Produktion Verstehen Sie Spaß? Kids zu moderieren.

## Filmografie
- 2014: KiKA – Respekt für meine Rechte. Recht auf Schutz im Krieg und auf der Flucht
- 2015: KiKA LIVE – Dream Team
- 2015: A Possible Scenario (AT)
- 2016: Einsatz in Köln – Die Kommissare
- 2016: Mein dunkles Geheimnis: Papa soll endlich zahlen
- 2017–2019, 2020: Schloss Einstein
- 2019: Rheinland-Pfalz Tourismus – Barrierefreies Reisen
- 2019: Der 8. Sinn
- 2020: Tears of Blood
- 2020: Tigerenten Club
- 2020–2021: Verstehen Sie Spaß?
- 2020–2021: Verstehen Sie Spaß? Kids
- 2021: Alles was zählt